# Demokracija
Demokracíja (grško δημοκρατíα (demokratía) iz δημος (demos - ljudstvo) in κρατειν (kratein - vladati) oz. kratios(moč, oblast) - »vladavina ljudstva«) je oblika vladavine, v kateri oblast, oziroma pravica vladati, izvira iz ljudstva. To lahko svojo pravico izvršuje neposredno; vendar so danes bolj uveljavljeni modeli predstavniške demokracije, v katerih ljudstvo izbere svoje politične predstavnike, ki jim podeli mandat vladanja za določeno časovno obdobje. Tako vzpostavljena oblast se znotraj demokratičnih oblik vladavine običajno deli na tri veje: zakonodajno, izvršilno in sodno. Te tri veje oblasti svojo funkcijo opravljajo v okviru danih pooblastil in po svoji vesti, državljani pa nad njimi vršijo nadzor in skrbijo, da oblast deluje v skladu z njihovimi individualnimi in družbenimi pričakovanji. Najbolj značilno za demokracijo je, da so volitve neomejeno zavezujoče za vse predstavnike države. Demokratično izvoljeni sodniki, tožilci, poslanci, senatorji svoj položaj lahko upravičijo le z volilnim rezultatom. Zakonodajna iniciativa, zakonodajni referendum in druga civilna gibanja so pomembna le kolikor prinesejo resnične spremembe. 

## Zgodovina
Prva ideja o demokraciji se je pojavila v Antični Grčiji ali bolj podrobno, Zlati dobi Aten. Bila je neposrednega tipa. Grki so se takrat povezovali v polise- ti so pogosto poimenovali svoje zakonodajalce. Bili so trije zakonodajalci, ki so najbolj vplivali na demokracijo. 
DRAKON; ki je zapisoval prve zakone v Atenah. Prinašali so stroge kazni in razdor med bogatimi in revnimi. 
SOLON; zmanjšal moč aristokracije in odpravil večino suženjstva. 
KLEJSTON; z njegovimi reformami so dobili možnost sodelovanja v državi vsi svobodni atenski državljani, v zadevah pa niso smele sodelovati ženske, tujci, otroci ali sužnji. To bi lahko imenovali začetek demokracije.
Pomembna za demokracijo je tudi ureditev odstranjevanja politika, ki je moteč za določeno število prebivalcev (ostrakizem). V rimski republiki se pomembno oblikuje predstavniška demokracija v zlati dobi Rimskega imperija, pred uvedbo cesarstva s strani Gaja Julija Cezarja. Ideja o demokraciji, kot jo poznamo danes, se je ponovno pojavila skoraj dve tisočletji kasneje v 18. stoletju, s pojavom liberalizma. Demokracija se oblikuje kot pravica do ureditve davkov po želji prebivalstva ali vsaj ne po želji ene same osebe, ki morebiti ne zna vladati bolje. Upor ZDA in kasneje izraženi pomisleki Haitija in Francije so spremenili družbene odnose in iskali večjo moč volilcem. Volilno moč dobijo prebivalci, ki niso imeli v lasti večje količine zemlje, kasneje tudi ženske in priseljenci.

## Predstavniška in neposredna demokracija
Demokracija, kot jo danes pozna večina držav, se imenuje liberalna demokracija in se izrazito opira na predstavniško telo, ki voljeno po določenem volilnem sistemu, ki je vnaprej uzakonjen, kar je značilnost države, ki je republika. Izvoljeni predstavniki, ki predstavljajo večino, imenujejo vlado ali pa so celo njeni pomembni deležniki. Tako izvoljeni predstavniki odločajo o velikem delu političnih in zakonskih vprašanj vladavine, pri tem pa neredko niso odgovorni svojemu volilnemu okraju, saj šteje njihova izvolitev kot imenovanje celotnega ljudstva. Izvoljeni predstavnik ljudstva kandidira preko politične ali državljanske liste, preko zbiranja podpisov ali podpore nekaterih organov, ki mandat ne črpajo iz istih volitev. Praviloma veliko vlogo pri oblikovanju predstavniškega organa zakonodaje opravljajo politične stranke. Podobna pravila veljajo tudi za utemeljevanje oblasti po volitvah lokalne samouprave, pa tudi regionalnih oblasti.
Neposredna demokracija z zakonom ali ustavo lahko predvideva vključevanje volivcev v politični proces. Prebivalstvo lahko pridobi pravico do referenduma, tako zavezujočega kot posvetovalnega, kar politično odgovornost prenese od predstavniškega telesa na same volivce, prebivalce republike.
Demokracija je postala močno teoretično načelo za republiko, ki je v veliki meri najpogostejši okvir za demokracijo. Povezava med vladavinami tako na nivoju imena kot ustave zahteva jasno razvidne odnose med predstavniki ljudstva in gospodarstvom, ki vpliva na delovanje republike. Za delovanje demokratične republike je tako ključno omejevanje vpliva posamičnih interesov gospodarstva pri zagotavljanju občega gospodarskega obilja. Omogočanje samostojnega mandata predstavnika ljudstva omogoča tako neodvisnost takšnega predstavnika ob diskreditacijah, aferah in vizionarskih odločitvah. Politik je deležen tudi politične odgovornosti kot pripadnik liste ali samo posameznik.

## Uporaba izraza
Demokracija oziroma demokratična republika je postal pogost izraz za države, ki so nekdaj bile socialistične. Demokracija je tedaj bila izraz, ki je poudarjal totalitarizem socializma in komunizma in tako z besedo izražal pomen svobodnih volitev. Tej sistemi so tako pridobili več političnih strank, bolj prehodne trge. Demokracija se je tako povezala s kapitalizmom in spremembami na ekonomskem področju.
Demokracija predvideva, da se predstavniki gospodarstva ne morejo sklicevati na krivično samovoljno ureditev ene stranke ali enega političnega prepričanja, temveč se lahko pritožujejo le nad volilnimi rezultati. 

## Demokratičnost družbe
Sestavni del demokratičnosti družbe je tudi njena skrb za človekove pravice. Zagotavljanje dostojanstva, pravic in svoboščin človeka in državljana nasproti države omogoča, da taisti državljan lahko naustrahovano voli oziroma v državi biva in deluje gospodarsko učinkovito. Država ohrani vse oblasti pri varovanju svojih interesov in varnosti, kaznovanju in sojenju. Najbolj značilna oblika demokratičnosti liberalne družbe je bila kazen katrana in perja. Ko je vstopil v mesto goljuf, ga je mesto potopilo v vročo smolo in nato obmetalo s perjem. Goljuf je tako imel dolga leta madeže in opekline. 
Demokracija liberalne republike se velikokrat sklicuje na pretekle tradicije, a demokracija je lahko že zelo v sporu z republikansko ureditvijo, kaj šele liberalizmom. Evropska unija že več let razmišlja o demokratičnem deficitu in tako podpira neke elemente zakonodajne iniciative.

## Tipi demokracije
Demokracija ima zelo različne pojavnosti, republikanska ureditev in uporaba volitev pomeni veliko, a se še vedno meri svoboda in možnost zastopanja svojih stališč. Premožni volivci kot tudi revni ljudje ne smejo biti izločeni iz volilnega procesa, skrbi se tudi za dosledno ravnotežje razmerij moči med različnimi vejami oblastmi, kar je naloga ustave kot tudi vseh deležnikov vpletenih v upravljanje države.
Oblike demokracije se ne izključujejo, lahko se dopolnjujejo ali so neodvisne druga od druge. Predvsem se delijo demokracije na prostor, kjer se neguje neposredna demokracija (referendumi, civilne iniciative) in predstavniška demokracija (zakonodaja se izvaja po poslovniku, kjer je le poslanec odgovoren, da bo zakonodaja najbolje oblikovana v imenu volilnega telesa). Podobno velja pri sojenju, kjer sodi porota ali sodi le sodnik.

#### Predstavniška demokracija
Načeloma so volitve namenjene predstavniškem domu (enodomnem ali dvodomnem), ki glasujejo in oblikujejo zakone. Ti izvolijo tudi predstavnike izvršne oblasti, torej vlado, ki odloča o vseh vprašanjih do naslednjih volitev, ki so vnaprej predpisane. 
Predsedniška demokracija predvideva, da predstavniki sicer sprejemajo zakone, a predsednik je izvoljen ločeno in neposredno in sam oblikuje vlado. 
Polpredsedniški sistem pozna tako predsednika države kot predsednika vlade, dva pa imata različne pristojnosti izvršne oblasti, lahko si konkurirata, lahko pa ima predsednik le predstavniško funkcijo.
Zanimiva je ločitev med vključujočo in nevključujočo demokracijo. Vključujoča demokracija išče mnoštvo načinov, da bi se stranke in prebivalstvo izjasnilo pri posegih v prostor in javne stvari. Taki posegi se beležijo in naslavljajo pri zakonodaji, četudi glasovi ne dobijo politične moči izvoljenega poslanca. Posamični poslanci so lahko nagrajeni, če aktivno zastopajo nekatere manjšine. Nevključujoča, kozmopolitanska demokracija pa predvideva neke vrednote in svetovno ureditev in uveljavlja spremembe po celem svetu na podlagi že izraženih vrednot in spoznanj. Mednarodna politika tako krepi neke splošne kvalitete vladavin in dvigovanje kvalitete življenja vsega prebivalstva. Tako obstajajo mednarodne organizacije, mednarodno kazensko sodišče, svetovni parlament. Če država sama nima teh vrednot, če izvoljen predstavnik ne zagovarja teh stališč, lahko mednarodne organizacije iščejo zavezništvo med prebivalstvom in se tako okrepijo pogovori o določenih vrednotah, ki sicer ne bi dobili glasu.